# Les Étrangers dans la maison
Cet article possède des paronymes, voir Un Étranger dans la maison et Un intrus dans ma maison.
Les Étrangers dans la maison (titre original : Rough Treatment) est un roman de John Harvey publié en 1990 en Angleterre et en 1995 en France, dans la collection Rivages/Noir avec le numéro 201.
Après Cœurs solitaires, c'est le deuxième où l'on retrouve le personnage de Charles Resnick, inspecteur de police d’origine polonaise au commissariat de Nottingham.

## Résumé
Un couple cambriolé ment sur la description des agresseurs et sur le butin volé. Un homme qui a défendu un restaurant chinois de pillards ment sur sa profession. Lorsque Charles Resnick s’aperçoit que tous mentent, il enquête sur le lien entre tous ces menteurs. Cela l’amène à s’occuper des affaires d’un de ses collègues indélicat et à fréquenter le monde de la télévision.

## Prix et récompenses
Ce roman a reçu en 1995 le Silver Dagger.

## Adaptation
Le roman est adapté pour la télévision en 1993 sous le titre Resnick : Rough Treatment par Peter Smith, avec Tom Wilkinson dans le rôle de Charles Resnick.